# 羅斯福島空中纜車

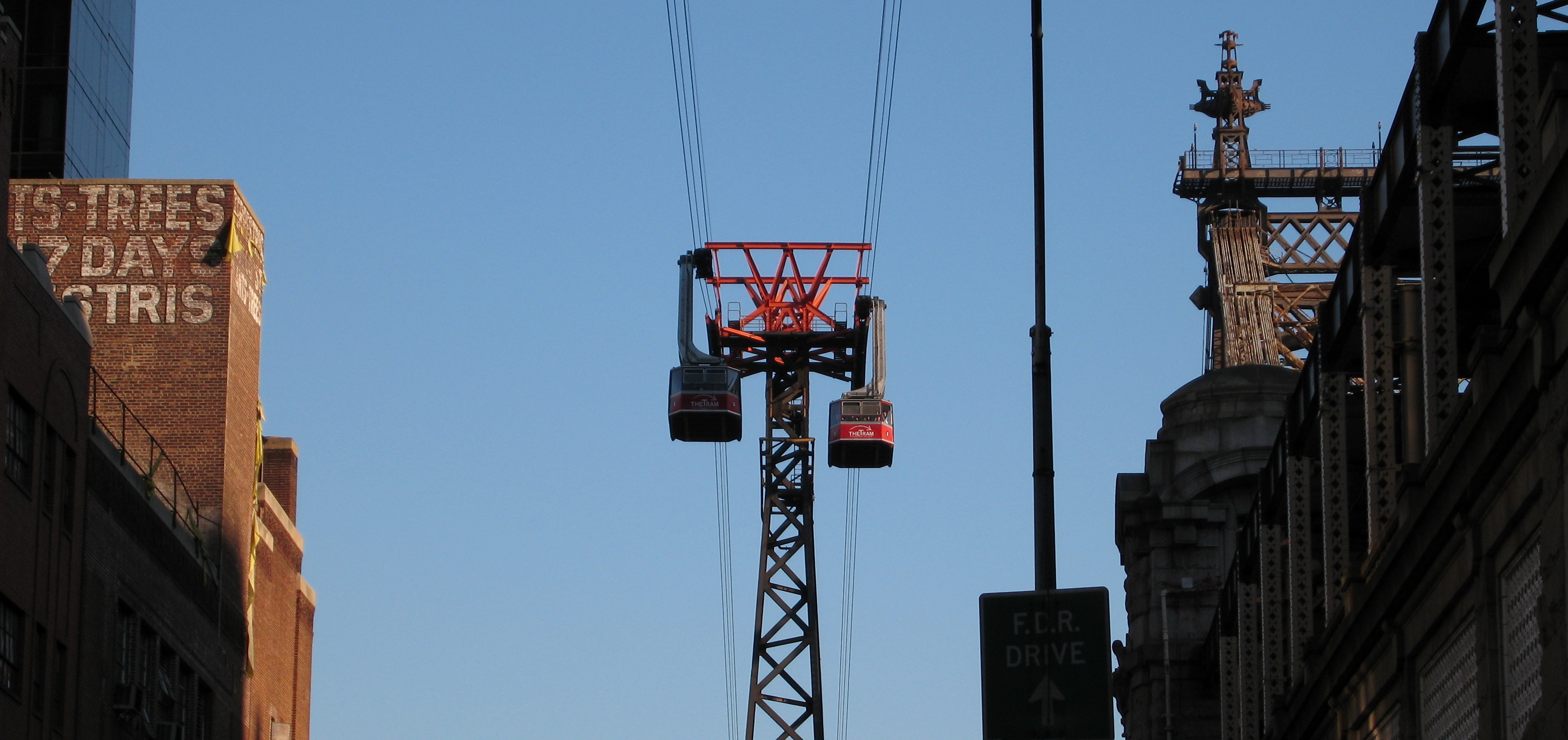
橫越東河的羅斯福島空中纜車。

羅斯福島空中纜車 （英語：Roosevelt Island Tramway）是一條橫跨紐約市東河，連接曼哈頓島和羅斯福島的往復式索道，啟用於1976年，由羅斯福島營運公司（the Roosevelt Island Operate Corp, RIOC）營運，每个車厢至多可載客125名，自島上到曼哈頓大約5分鐘可達，每日平均運行115次。費用也相當於紐約地鐵的票價。
在2006年12月波特蘭空中纜車開通前，該系統是北美洲唯一用于通勤的架空索道。

## 歷史

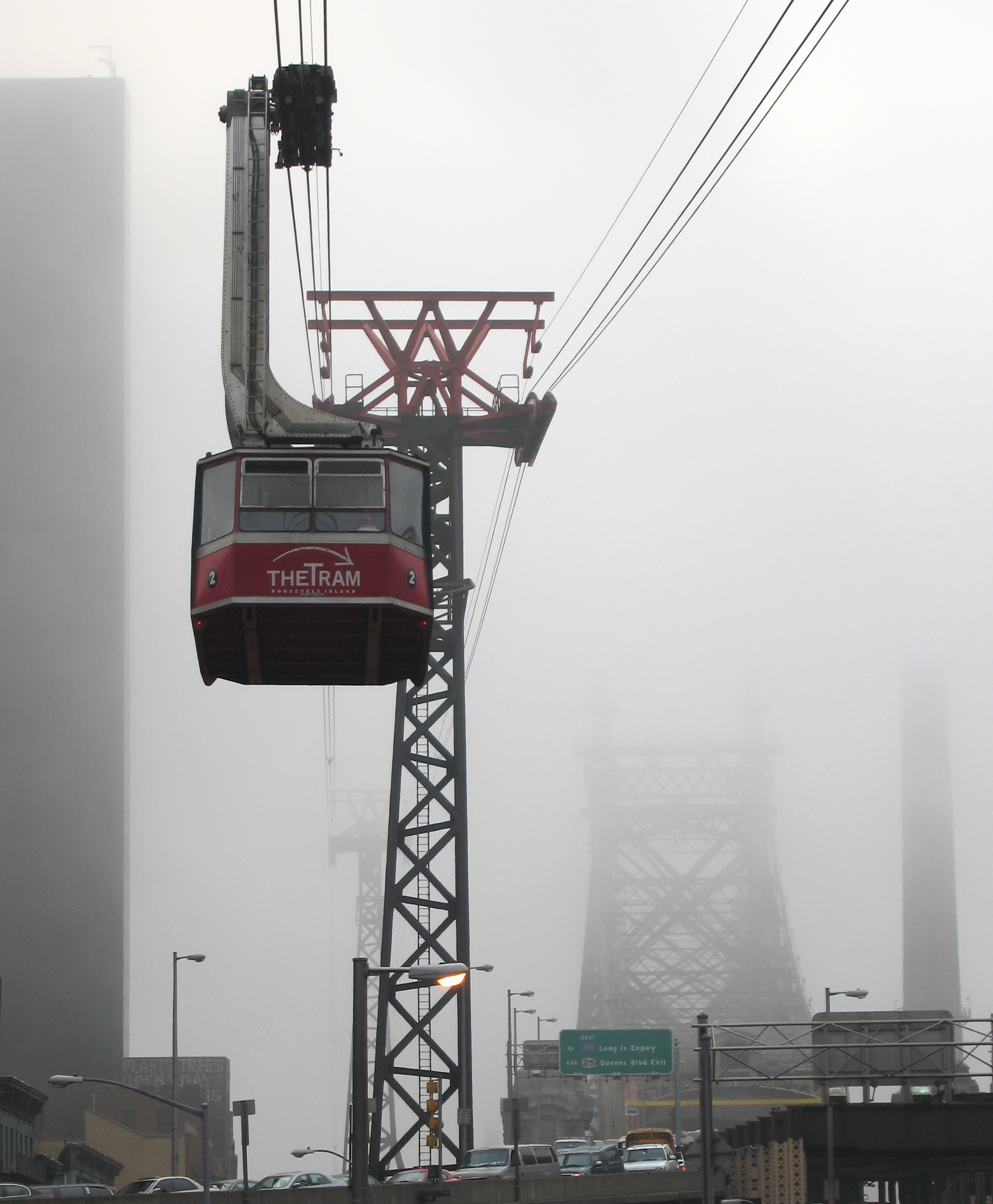
到達曼哈頓島的索道车厢

從前，羅斯福島與曼哈頓島以一條通過昆斯博羅橋的路面電車互相連結，來往皇后區的電車會在橋的中心停車，橋的中心有一個升降機，前往羅斯福島的乘客會在該處乘搭升降機到達該島。在紐約市其他電車路線全部停止服務並拆卸後，這條電車路線也終於在1957年停運，成為了紐約州最後一條電車路線。
在1970年代中葉起，羅斯福島重新規劃為一個中低收入住宅小區，需要一座能連接羅斯福島及曼哈頓之間的交通系統。有鑑於此，政府委託瑞士雲路爾公司興建羅斯福島纜車系統，於1976年正式營運，一開始僅作為臨時通勤工具使用，後來當局決定建造一條地鐵路線（IND63街線）銜接，然而在該線於1989年落成之後，羅斯福島纜車系統仍然十分受到歡迎，而沒有面臨停駛的命運。

### 近年
2005年紐約市交通大罷工時，羅斯福島纜車是數條繼續服務的市內交通路線之一。
2006年4月18日下午5時22分（東岸時間，下同），纜車系統發生了一場電力故障，兩輛纜車車廂因而在東河上空懸吊了12個小時，68名乘客與1名駕駛員被困其中，救援隊在10時55分至翌日上午4時07分陸續救出乘客。該事故導致纜車的運作中止了6個月。RIOC公司為此投資了50萬美元，更新纜車的電力系統。該公司還宣佈，公司將再投放1500萬美元，對纜車系統進行大修。2006年9月1日纜車系統重新營運。

## 利用狀況
纜車系統容許殘障人士及單車使用。
在曼哈頓島端，紐約地鐵最近的地鐵站為萊辛頓大道－59街站。
在羅斯福島端，纜車總站設有「紅巴士」車站，紅巴士提供環繞羅斯福島的巴士服務，每程車費為US$0.25。（现已免费）

## 外部連結
- 官方網頁 （页面存档备份，存于）
- 紐約市地鐵個人網頁有關纜車的頁面 （页面存档备份，存于）
- 技術資訊

- 官方网站